# Instituto Médio Politécnico 28 de Agosto do Dundo
O Instituto Médio Politécnico 28 de Agosto do Dundo ou IMP-Dundo, é uma escola de ensino secundário-técnico angolana que se localiza em Samacaca, na cidade de Dundo, na província de Lunda Norte. É de propriedade do Ministério da Educação de Angola.
A data de 28 de Agosto é uma homenagem referida a data de nascimento do presidente angolano José Eduardo dos Santos.

## História
Após o fim da Guerra Civil Angolana o governo central estudava maneiras de reconstruir as escolas, o Ministério da Educação angolano criou a Reforma do Ensino Técnico Profissional (RETEP), que consistia na recuperação/criação de escolas de ensino médio técnico em todo o país. O IMP-Dundo foi fundado em 2009.

## Cursos
No IMP-Dundo, são ministradas as aulas dos cursos de:
- informática
- electrónica e telecomunicações
- construção civil
- electricidade
- administração e serviços[1].

Semelhantemente ao sistema universitário, o IMP-Dundo exige que os estudantes finalistas defendam os seus projectos de fim do curso, para servir como requisitos de obtenção de título de técnico.
Parte de suas dependências são cedidas para que funcione a Faculdade  de  Direito  da  Universidade Lueji A'Nkonde  (FDULAN).